# 刘益谦
刘益谦（1963年11月28日—），祖籍湖北，是中国商人和艺术收藏家，靠投资股票，房地产和药品起家，并创办龙美术馆。现任新理益集团有限公司董事长，天茂实业集团股份有限公司董事长。

## 生平
刘益谦1963年11月28日出生在上海貧民區，初中毕业后开始创业。1990年发现商机的他开始炒卖国库券，利用100股“豫园商城”股票低买高卖净赚了将近100万人民币。成为初始资本的第一桶金。2000年初，刘益谦成立了“上海新理益投资” ，他通过受让或竞拍的方式将十几家上市公司的法人股纳入囊中，包括北大车行、河北华玉、湖北百科药业、安琪酵母、威达医械等，并进入公司前10大股东之列。2006年7月19日，湖北百科药业更名为天茂集团，由刘益谦實際控制的新理益集团成为天茂集团的控股股东。2010年，其名下的房地产在19年内增值达到100亿人民币。2004年成立天平汽车保险股份有限公司和国华人寿保险股份有限公司。2013年4月，天茂集团和法国保险业公司安盛成立合资公司安盛天平财险公司。2019年12月，天茂集团又將安盛天平50%股权转让安盛。
福布斯杂志显示，截至2016年9月刘益谦资产已经达到14.5亿美元，名列中国富豪榜第47位，世界富豪排名榜第569位。

## 艺术收藏
刘益谦喜爱收藏艺术品，与妻子王薇创办了私人美术馆龙美术馆：

- 2016年5月26日龙美术馆重庆馆正式开馆。
- 2014年3月29日龙美术馆西岸馆正式开馆。
- 2012年12月18日龙美术馆浦东馆正式开馆

馆藏作品包括李铁夫、张大千、齐白石、颜文樑、刘海粟、林风眠、吴大羽、罗中立、靳尚谊等名家作品。
刘益谦收藏品（僅列出成交時價格逾1千萬美金者）：
- 逾1亿美金
  - 2015年5月，购得意大利画家阿梅代奥·莫迪利亚尼的名画《斜躺的裸女（英语：Nu couché）》，成交价1.704亿美元[6]
- 逾5千万美金
  - 2014年秋拍，在香港佳士得豪掷3.48亿元人民币，竞得“大明永乐年御制刺绣红夜摩唐卡”。[7]
- 逾3千万美金
  - 2020年10月，购得元代画馬大家任仁发《五王醉归图》，总成交额3億7565万港幣。[8]
  - 2017年10月，在香港蘇富比秋拍「樂從堂藏宋瓷粹珍」專場，自台湾联电荣誉董事长曹兴诚购得北宋汝窯天青釉洗，成交价2億9,430萬港元，折合3,769.8万美金（2017年10月4日汇率）[9]—1美金：7.8067港币）。[10]
  - 2016年4月5日，购得张大千晚年巨作《桃源图》，成交价2.7億港幣（含佣金）[11]
  - 2014年7月，在香港苏富比春拍拿下玫茵堂珍藏明成化斗彩鸡缸杯，成交价为2.8124亿港元，折合3,627.0万美金（2014年7月27日汇率[12]—1美金：7.7500港币）。[7]
  - 2010年北京嘉德秋拍，以3.08亿元买下东晋王羲之的《平安帖》。[7]
- 逾1千万美金
  - 2015年6月6日，在北京匡时2015春拍购得宋代书画《宋人摹郭忠恕四猎骑图》，成交价8,050万元人民币[13]
  - 2015年4月7日，在香港苏富比2015年春拍“凝青絮金——日本珍藏官窑八方瓶”专场，通过电话委托，以1.1388亿港元竞得南宋时期官窑青釉八方旋纹盘口瓶。[7]
  - 2015年3月，拍得一件历经600多年历史的明代佛经，成交价1,402.6万美元。
  - 2010年上海道明宋朝唐炯《至胡宗愈伸蔚帖页》以9,128万人民幣購入。[11]
  - 2010年中国嘉德拍賣會，以1.14亿人民幣購得陈括《情韵墨花》手卷。[11]
  - 2009年11月22日北京保利中国绘画夜场，明代吴彬的《十八应真图卷》拍出1.6912亿元天价，举牌者亦是刘益谦。[7]
  - 2009年10月中贸圣佳秋拍，清代乾隆时期画家徐扬的《平定西域献俘礼图》手卷以7,800万元起拍，经过激烈竞逐之后，以1.2亿元落槌，加佣金1.34亿元成交，刷新当年中国书画拍卖世界纪录。[7]
  - 2009年 北京保利齐白石《可惜无声花鸟工虫册》以9,520万人民幣購得。[11]
  - 2009年，北京瀚海"青花红彩龙纹如意耳葫芦瓶"以8,344万人民幣購得。[11]
  - 2009年10月，在香港蘇富比以1,110万美元（约合7,075万人民币）的价格买下了一件皇室家具：紫檀雕花龙椅（清），创下了当时的中国家具价格记录。[11]

## 荣誉
- 2012年与妻子王薇 (收藏家)共同入选美国《ART NEWS》（即《艺术新闻》杂志）全球顶级200位收藏家。